# Miljuschka in Japan
Miljuschka in Japan is een tv-programma gepresenteerd door Miljuschka Witzenhausen. Het programma draaide op televisiezender 24Kitchen vanaf 25 februari 2019 elke maandag om 22:00 uur.

## Referentie
1. ↑  Dat kan alleen in Japan: Miljuschka eet dodelijke vis. AD. Gearchiveerd op 29 september 2019. Geraadpleegd op 29-09-2019.